# Микропоры
Микропоры (англ. micropores) — поры диаметром менее 2 нм.

## Описание
Классификация пор по размерам на микро-, мезо- и макропоры рекомендована Международным союзом по чистой и прикладной химии (IUPAC). Иногда микропоры условно подразделяют на более тонкие ультрамикропоры (менее 0,7 нм) и супермикропоры, имеющие промежуточный размер между ультрамикропорами и мезопорами. Поверхность микропористых систем огромна, она может достигать тысяч квадратных метров на грамм. К микропористым материалам относят активированные угли, силикагели, цеолиты, некоторые типы глин и др. Из-за близости стенок пор закономерности адсорбции в микропорах резко отличаются от адсорбции на плоской поверхности или в больших порах, поэтому для её описания была разработана так называемая теория объёмного заполнения пор.
Изучение текстуры и морфологии микропор требует специальных методов исследования. Наиболее распространен энергетический метод, реализуемый в двух вариантах — через вычисление характеристической энергии из адсорбционных данных и через определение теплот смачивания; кроме того, используются метод малоугловой рентгеновской дифракции, электронная микроскопия высокого разрешения, метод молекулярных зондов и некоторые другие.